# 子供の領分

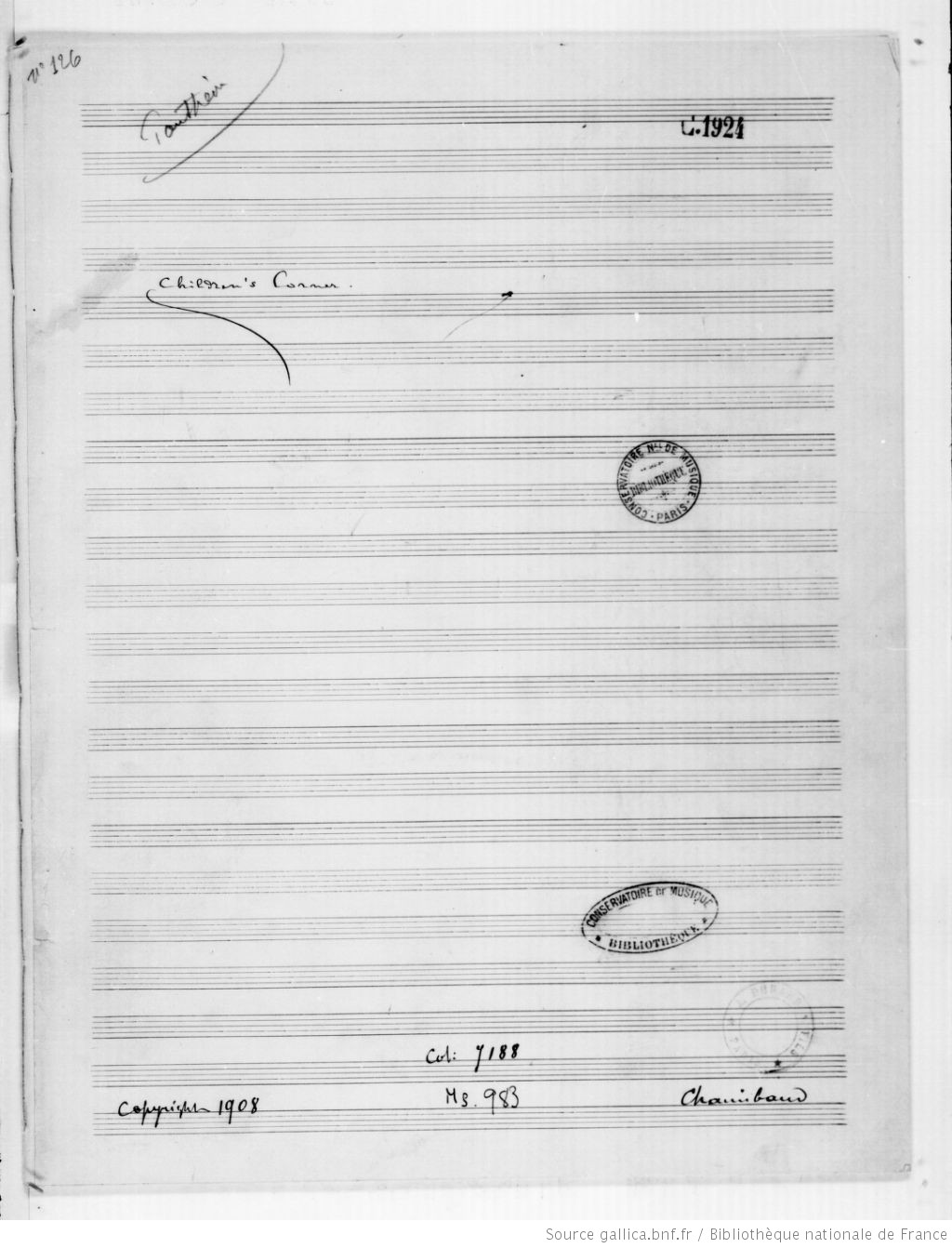
『子供の領分』自筆譜表紙（1906～1908）

『子供の領分』（こどものりょうぶん、原題：Children's Corner）は、フランスの作曲家クロード・ドビュッシーが1908年に完成させたピアノのための組曲である。
この作品は当時3歳だったドビュッシーの娘クロード・エンマ（愛称 “シュシュ” Chouchou）のために作曲された。この作品は子供に演奏されることを意図したものではなく、あくまでも大人が子供らしい気分に浸ることを目的とした作品である。この点において、シューマンの『子供の情景』とも通じる精神がある。

## 概要
『子供の領分』は、6つの小品からなる組曲であり、英語のタイトルが付されている。1905年、ドビュッシーは前妻リリー・テクシエと離婚し、銀行家夫人だったエンマ・バルダックと駆け落ち同然に再婚する。そしてその年、一人娘のクロード・エンマが誕生した。43歳にして初めて授かったこの子を、ドビュッシーは溺愛した。この作品は、彼女に捧げられている。題名が英語表記なのは、エンマ夫人の英国趣味に影響されたものと言われている。
1908年、デュラン社から出版され、同年12月18日、パリにてハロルド・バウアーによって初演された。1911年、アンドレ・カプレによってオーケストレーションがなされ、同年3月25日にその初演が行われた。

## 曲の構成
- 第1曲 「グラドゥス・アド・パルナッスム博士」 (Doctor Gradus ad Parnassum)
クレメンティの練習曲集『グラドゥス・アド・パルナッスム』（パルナッスム山への階梯）のパロディであり、練習曲に挑戦する子供（シュシュ）の姿を生き生きと描いたものとされる[5]。退屈な練習に閉口する子供の心理を表現した曲[5]。ドビュッシーは、モデラートで始まりスピリトーゾで終わるこの曲を「毎朝朝食前に弾くべき曲」としている[5]。
- 第2曲 「象の子守歌」 (Jumbo's Lullaby)
五音音階による旋律と2度の和音が異国情緒を掻き立てる。ドビュッシー自身の命名は“Jumbo's Lullaby”であったが、フランス語では Jumbo と Jimbo の発音が同じようになることから、出版社によるミススペル（Jimbo's Lullaby）が広く定着することとなった（現在のデュラン社による新校訂版では、元来の綴りに戻されている）。
- 第3曲 「人形へのセレナード」 (Serenade of the Doll)
「人形のセレナード」とも。この曲集で最も早く作曲され、1906年には単曲の楽譜も出版されている。「象の子守歌」と同様、五音音階の主題に基づいている。アルフレッド・コルトーは、フランス人であるドビュッシーが、表題の英語表記を “Serenade for the Doll” とするべき所を、of と誤って表記したのではないかと指摘している[6]。
- 第4曲 「雪は踊っている」 (The Snow is Dancing)
静かに降る雪を、窓辺で飽きることなくじっと眺めている子供たち。ゆっくり舞いながら降りてきた雪の妖精が、地表を白いビロードで覆う様を表現したトッカータ[5]。ドビュッシーは、イギリスの妖精を題材としたアーサー・ラッカムのイラストレーションから、インスピレーションを得たという[7]。
- 第5曲 「小さな羊飼い」 (The Little Shepherd)
三部形式で、付点リズムの単旋律が静かに歌われる。

- 第6曲 「ゴリウォーグのケークウォーク」 (Golliwogg's Cakewalk)
本曲集の中で一番有名な曲であり、ゴリウォーグ[8]とは、フローレンス・アップトン（Florence Upton）[9]の絵本（1895など）に出てくる黒人の男の子人形のキャラクターの名前で、ケークウォークは黒人のダンスの一種である。この曲は、西洋音楽とアフリカの黒人音楽の接触の初期の例としてしばしば挙げられる[7]。中間部では、ワーグナーの楽劇『トリスタンとイゾルデ』の冒頭部分が引用されている[2]。

## 関連する楽曲
- ガブリエル・フォーレ：組曲『ドリー』（エンマと先夫との娘の誕生日祝いに書かれた曲を中心に編まれた）
- ウジェーヌ・ボザ：『夏山の一日』（第2楽章「急流のほとりで」に「雪は踊っている」の中間部のメロディが引用されている）

## 「子供の領分」が使用された作品など

### 楽曲
- 冨田勲のアルバム『月の光』にはシンセサイザーによる第4曲『雪は踊っている』と第6曲『ゴリウォーグのケークウォーク』が収録されている。

### テレビ
- ルパン三世 (TV第2シリーズ) - 第130話「ルパン対奇人二面相」にて『ゴリウォーグのケークウォーク』をオーケストラ編曲したものが登場。作中の悪役である《ムッシュ・ダレ》のテーマソングのような使われ方をしていた。
- ウルトラQ dark fantasy - 第24話「ヒトガタ」にて第2曲『象の子守歌』、第3曲『人形へのセレナード』、第4曲『雪は踊っている』、第5曲『小さな羊飼い』がBGMとして使用されている（ただし、エンディングでは『子供の情景』と表記されていた）他、第25話「闇」でも第2曲『象の子守歌』と第5曲『小さな羊飼い』が使用されている（ただし、エンディングでの記述は無い）。
- YKK AP - 2005年に放送したテレビCMにて第1曲『グラドゥス・アド・パルナッスム博士』が使用されていた。
- 日本和装 - テレビCMにて第6曲『ゴリウォーグのケークウォーク』が使用されていた。

### ゲーム
- 悪魔城すぺしゃる ぼくドラキュラくん - コナミ（現・コナミデジタルエンタテインメント）から発売されたアクションゲーム。1993年発売のゲームボーイ版のステージ2BGMで第6曲『ゴリウォーグのケークウォーク』が使用されている。
- ときめきメモリアル2 - 1999年にコナミから発売された恋愛シミュレーションゲーム。幼年期の昼間のシーンで第6曲『ゴリウォーグのケークウォーク』が使用されている。
- 麻雀覇王伝 カイザーズクエスト - 1992年にUPLから発売された麻雀ゲーム。ノーマルモードの対局時BGMに第6曲『ゴリウォーグのケークウォーク』が使用されている。